# Saison 2 d'Alphas
Chronologie
Saison 1
Cet article présente les treize épisodes de la deuxième et dernière saison de la série télévisée américaine Alphas.

## Synopsis
Des individus avec des capacités neurologiques hors du commun sont recrutés par une section secrète du gouvernement afin d'œuvrer pour le bien-être de la société et arrêter les personnes mal intentionnées…

## Distribution

### Acteurs principaux
- David Strathairn (V. F. : Hervé Bellon) : Dr Lee Rosen
- Ryan Cartwright (V. F. : Jérôme Berthoud) : Gary Bell
- Warren Christie (V. F. : Franck Monsigny) : Cameron Hicks
- Azita Ghanizada (en) (V. F. : Audrey Sablé) : Rachel Pirzad
- Laura Mennell (V. F. : Hélène Bizot) : Nina Theroux
- Malik Yoba (V. F. : Jean-Paul Pitolin) : Bill Harken
- Erin Way (en) (V. F. : Aurélie Nollet) : Kat[2]

### Acteurs récurrents
- Mahershala Ali (V. F. : Gilles Morvan) : Nathan Cley
- Rachael Crawford (V. F. : Isabelle Leprince) : Jeannie Harken
- Kathleen Munroe (V. F. : Ingrid Donnadieu) : Danielle Rosen[3]
- Jane Moffat (V. F. : Valérie Even) : Sandra Bell
- John Pyper-Ferguson (V. F. : Éric Legrand) : Stanton Parish[3]
- Elias Toufexis (V. F. : Sam Salhi) : Cornell Scipio
- Steve Byers (V. F. : Valéry Schatz) : John Bennett[3]
- Lauren Holly (V. F. : Élisabeth Wiener) : la sénatrice Charlotte Burton[3]
- Jameson Kraemer (V. F. : Marc Lamigeon) : Jeff « Dumpy » Kowalka
- Summer Glau (V. F. : Léa Gabrièle) : Skylar Adams[3]

### Invités
- C. Thomas Howell (V. F. : Jean-Philippe Puymartin) : Eli Aquino[3] (épisode 2)
- Andrew Moodie (V. F. : Lucien Jean-Baptiste) : Matt Seidel (épisode 3)
- Morgan Kelly : Tommy (épisode 4)
- Liane Balaban (V. F. : Audrey Botbol) : Anna Levy (épisode 5)
- Noah Reid : Adam Gordon[3] (épisode 5)
- Kate Greenhouse (V. F. : Anne Massoteau) : Patty Hicks (épisode 5)
- Conrad Coates : Claude (épisode 6)
- Kaniehtiio Horn (V. F. : Claire Morin) : Trisha (épisode 6)
- Nathan Stephenson : Bip (épisode 6)
- Grant Nickalls (V. F. : Loïc Houdré) : Gower (épisode 6)
- Connor Price (V. F. : Gabriel Bismuth-Bienaimé) : Jason Miller (épisode 7)
- Allie MacDonald : Lisa[4] (épisode 7)
- Kandyse McClure : Agnes[3] (épisode 9)
- Kyle Labine : Eddie (épisode 9)
- Arnold Pinnock (en) : Brian Kessler (épisode 10)
- Sean Astin : Roland[3] (épisodes 11 et 12)
- Stefano DiMatteo (V. F. : Fabien Jacquelin) : Vince (épisode 12)
- Lisa Ryder (V. F. : Gaëlle Savary) : Fiona (épisode 13)

## Liste des épisodes

### Épisode 1:Le Réveil
- États-Unis : 23 juillet 2012 sur Syfy[5]
- France : 5 février 2013 sur Syfy[6]
- Québec : 27 août 2013 sur AddikTV

- États-Unis : 1,75 million de téléspectateurs[7] (première diffusion)

### Épisode 2:Le Vif et le Mort
- États-Unis : 30 juillet 2012 sur Syfy
- France : 5 février 2013 sur Syfy[6]
- Québec : 3 septembre 2013 sur AddikTV

- États-Unis : 1,35 million de téléspectateurs[8] (première diffusion)

### Épisode 3:Dans l'arène
- États-Unis : 6 août 2012 sur Syfy
- France : 5 février 2013 sur Syfy[6]
- Québec : 10 septembre 2013 sur AddikTV

- États-Unis : 1,38 million de téléspectateurs[9] (première diffusion)

### Épisode 4:Sous influence
- États-Unis : 13 août 2012 sur Syfy
- France : 5 février 2013 sur Syfy[6]
- Québec : 17 septembre 2013 sur AddikTV

- États-Unis : 0,99 million de téléspectateurs[10] (première diffusion)

### Épisode 5:Hantises
- États-Unis : 20 août 2012 sur Syfy
- France : 12 février 2013 sur Syfy[6]
- Québec : 24 septembre 2013 sur AddikTV

- États-Unis : 1,38 million de téléspectateurs[11] (première diffusion)

### Épisode 6:Alphaville
- États-Unis : 27 août 2012 sur Syfy
- France : 12 février 2013 sur Syfy[6]
- Québec : 1er octobre 2013 sur AddikTV

- États-Unis : 1,73 million de téléspectateurs[12] (première diffusion)

### Épisode 7:Dieux et Démons
- États-Unis : 10 septembre 2012 sur Syfy
- France : 12 février 2013 sur Syfy[6]
- Québec : 8 octobre 2013 sur AddikTV

- États-Unis : 1,32 million de téléspectateurs[13] (première diffusion)

### Épisode 8:Le Grand Saut
- États-Unis : 17 septembre 2012 sur Syfy
- France : 12 février 2013 sur Syfy[6]
- Québec : 15 octobre 2013 sur AddikTV

- États-Unis : 1,31 million de téléspectateurs[14] (première diffusion)

### Épisode 9:Enfer voltaïque
- États-Unis : 24 septembre 2012 sur Syfy
- France : 19 février 2013 sur Syfy[6]
- Québec : 22 octobre 2013 sur AddikTV

- États-Unis : 1,23 million de téléspectateurs[15] (première diffusion)

### Épisode 10:La Vie après la mort
- États-Unis : 1er octobre 2012 sur Syfy
- France : 19 février 2013 sur Syfy[6]
- Québec : 29 octobre 2013 sur AddikTV

- États-Unis : 1,07 million de téléspectateurs[16] (première diffusion)

### Épisode 11:Mémoire cache
- États-Unis : 8 octobre 2012 sur Syfy
- France : 26 février 2013 sur Syfy[6]
- Québec : 5 novembre 2013 sur AddikTV

- États-Unis : 1,12 million de téléspectateurs[17] (première diffusion)

### Épisode 12:La fin justifie les moyens
- États-Unis : 15 octobre 2012 sur Syfy
- France : 26 février 2013 sur Syfy[6]
- Québec : 12 novembre 2013 sur AddikTV

- États-Unis : 1,16 million de téléspectateurs[18] (première diffusion)

- Summer Glau (Skylar Adams)

### Épisode 13:20h18, gare centrale
- États-Unis : 22 octobre 2012 sur Syfy
- France : 26 février 2013 sur Syfy[6]
- Québec : 19 novembre 2013 sur AddikTV

- États-Unis : 1,17 million de téléspectateurs[19] (première diffusion)

- Summer Glau (Skylar Adams)